# دهستان گرگین
دهستان گرگین نام دهستانی در بخش کرانی شهرستان بیجار، استان کردستان در ایران است. براساس سرشماری مرکز آمار ایران در سال ۱۳۸۵، جمعیت آن ۲۴۴۷ نفر (۵۷۰ خانوار) بوده‌است.